# Côte des Allemands
 (juillet 2023).
Si vous disposez d'ouvrages ou d'articles de référence ou si vous connaissez des sites web de qualité traitant du thème abordé ici, merci de compléter l'article en donnant les références utiles à sa vérifiabilité et en les liant à la section « Notes et références ».

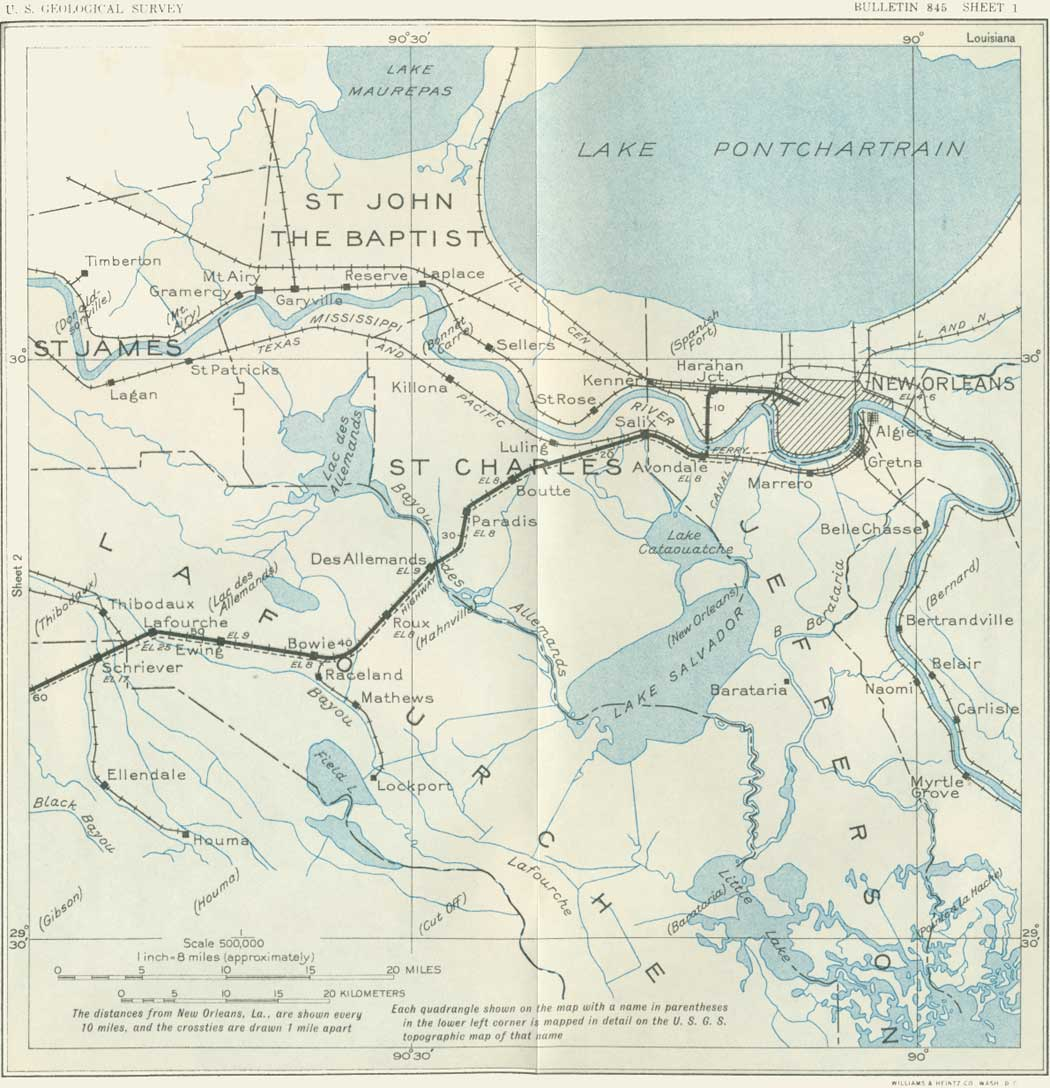
Localisation de la "Côte des Allemands" en Louisiane (Lac des Allemands, Bayou Des Allemands, Ville Des Allemands).

La Côte des Allemands (en anglais : German Coast) est un secteur historique de la Louisiane française dans lequel s'installèrent des colons de langue allemande dans la première moitié du XVIIIe siècle.

## Contexte historique
En 1717, sous le règne du roi Louis XV, le ministre des Finances du royaume de France, John Law de Lauriston, se lança lui-même dans le grand commerce avec l'outre-mer et créa la Compagnie d'Occident, après avoir racheté la Compagnie du Mississippi, créée en 1713 par le financier Antoine Crozat et responsable de la mise en valeur de la grande Louisiane française. Une vaste opération de propagande en faveur de la colonisation française de l'Amérique fut lancée et attira en Louisiane, à partir de 1721, des Lorrains germanophones et des Alsaciens, devenus Français depuis les traités de Westphalie de 1648, mais également des Allemands originaires du Saint-Empire romain germanique et même des Suisses alémaniques qui fondent la ville Des Allemands dans cette région qui prendra le surnom de « Côte des Allemands ».

## Installation
Dès 1721, les immigrants germanophones s'installèrent le long du fleuve Mississippi et notamment autour du poste Arkansas, fondé en 1686 par Henri de Tonti sur le site d'un village amérindien de la tribu Quapaw. Cependant, les rapports entre les colons germanophones et les Amérindiens furent houleux au point de faire partir, au bout de quelques années, ces colons vers des contrées plus peuplées de Bâton-Rouge et de La Nouvelle-Orléans. Finalement, ils finirent par se regrouper au Sud-Ouest de la Nouvelle-Orléans en grand nombre vers le milieu du XVIIIe siècle à la même période au cours de laquelle plusieurs milliers de Cadiens arrivèrent en Louisiane française, chassés de l'Acadie par la Grande-Bretagne lors du Grand dérangement.

## Assimilation
Les colons germanophones, à cause des mariages avec les Franco-Louisianais et les Cajuns et de leur désir de se fondre dans la population, apprirent le français. Des lieux témoignent de cette présence, notamment la ville Des Allemands, qui est traversée par le bayou des Allemands prenant sa source dans le lac des Allemands.
En 1768, lors de la rébellion de La Nouvelle-Orléans contre le pouvoir du gouverneur Antonio de Ulloa durant la période de la Louisiane espagnole, les colons « allemands » se joignirent aux Cajuns et aux Franco-Louisianais. Le gouverneur espagnol, Ulloa, se voit contraint de quitter la Louisiane. Il s'exécute et embarque avec sa petite garnison de fantassins dans un navire pour l'Espagne.

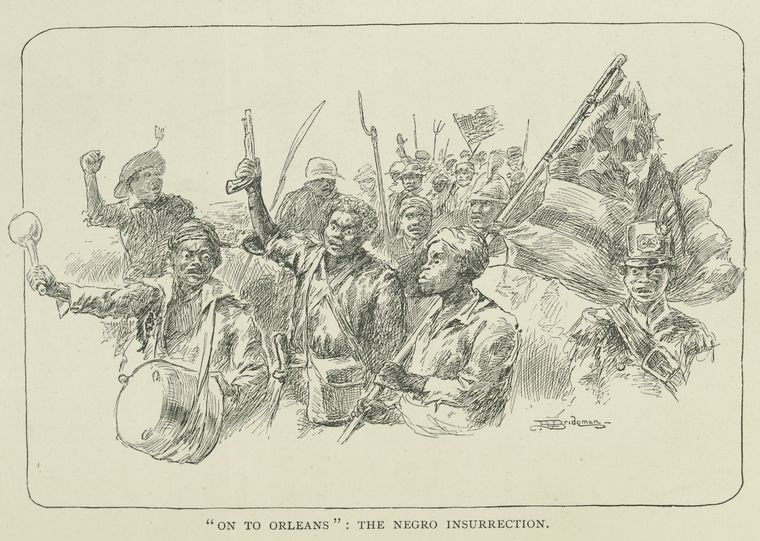
La révolte des esclaves de la Côte des Allemands, près de la Nouvelle-Orléans (États-Unis), en 1811.

En 1811, quelques années après la vente de la Louisiane par Napoléon Ier, la Côte des Allemands verra se dérouler la révolte de La Nouvelle-Orléans, qui débuta le 8 janvier 1811 et fut une des premières grandes révoltes d'esclaves aux États-Unis au début du XIXe siècle, avec à leur tête des Créoles, menés notamment par Charles Deslondes. Environ 400 à 500 esclaves dans tout le territoire d'Orléans étaient des rebelles.
En 1914, dès le début de la Première Guerre mondiale, les États-Unis interdirent l'usage de la langue allemande, notamment en Louisiane, dans le secteur de la Côte des Allemands.